# Blanca Ascanio Moreno
Blanca Ascanio Moreno (Vallehermoso, La Gomera, 4 de noviembre de 1910-Santa Cruz de Tenerife, 14 de noviembre de 1988) conocida como la maestra roja, fue una maestra, activista por los derechos humanos y feminista, figura vital dentro del movimiento obrero y republicano canario.

## Biografía
Nació en 1910 en el municipio de Vallehermoso, en la isla de La Gomera, en el seno de una familia de la pequeña burguesía, marcada por las consecuencias de la crisis económica de entreguerras. En un contexto con altísimo grado de analfabetismo y una dura represión social, política y económica, sus padres, Bernardo Ascanio y Elina Moreno, lograron dar una formación superior a su descendencia.

### Conciencia social
Junto con sus hermanos Guillermo, Petra, Eulalia y Amelia, desarrolló una fuerte conciencia ante las desigualdades sociales y políticas de la época. Una parte sustancial de la juventud gomera con cierto nivel formativo, que vivió directamente las consecuencias sociales y económicas posteriores a la Primera Guerra Mundial, especialmente la competencia en el mercado bananero de las colonias inglesas, vivió una efervescencia ideológica arraigando ideas que reivindican los derechos del proletariado y campesinado, junto con un profundo republicanismo y laicismo, contando con órganos de comunicación propios donde también participarán intelectuales como el poeta Pedro García Cabrera.

### Trayectoria docente
Se formó como maestra en la Escuela Normal de Magisterio de La Laguna. Al finalizar sus estudios se convirtió en colaboradora de la Federación de Trabajadores de la Enseñanza (FETE), una organización integrada en la UGT, que apostaba por la enseñanza popular, gratuita y libre, y por la propia emancipación de las mujeres.
Realizó durante años tareas de educación popular en La Gomera, impartiendo clases al proletariado de Vallehermoso y organizando acciones culturales como charlas y obras de teatro. Arraigada a sus ideales comunistas, utilizaba sus charlas y mítines como forma de propaganda política, siendo una de las pocas mujeres en dar mítines, ocupando el espacio público como mujer, revolucionaria y activista.Con sus actividades puso al servicio de la organización de las mujeres obreras de la isla recursos, formación y cultura, contribuyendo a la emancipación de las mujeres.

### Trayectoria política
Tanto su hermana mayor, Amelia, como Guillermo y ella, además de sus primos Juan Pedro Ascanio García, Fernando Ascanio Armas y Pablo Ascanio Armas, se implicaron con los valores socialistas y comunistas, colaborando en las labores de la Federación Obrera, a la que entregaron en 1932 los terrenos donde se construyó su sede, con planos que elaboró su hermano.Crearon grupos de teatro y publicaciones periódicas como Altavoz.
El 22 de enero de 1933, año de protestas en el conjunto de Canarias, organizó, junto a su hermano, y otros vecinos, una manifestación pública para denunciar el caciquismo y la represión que se vivía en ese momento en la sociedad gomera. Su mitin le valió la apertura de diligencias en el juzgado de San Sebastián de La Gomera.
Su compromiso político y social se mantuvo con el golpe franquista. El 22 de julio de 1936 fue una de las voces que desde el Ayuntamiento de Vallehermoso hizo el llamamiento a resistir al golpe militar. El 24 de julio participó activamente en la defensa de Vallehermoso durante los sucesos del Fogueo.El 25 de julio se produjo una negociación para proceder a la entrega de la población. Según diversos testimonios, Blanca fue una de las que se manifiestaron a favor de mantener la resistencia. Con la entrada del ejército comenzó una dura represión en la localidad.

#### En prisión
El 26 de julio de 1936, ingresó en la prisión municipal de San Sebastián de la Gomera.El 28 de agosto de 1936 ingresó en la prisión Provisional de Mujeres. Y fue sometida a un Consejo de Guerra el 27 de febrero de 1937, donde se la condenó a ella y a seis personas más a pena de muerte por rebelión contra el golpe militar. En su caso, una pena que fue finalmente conmutada a 30 años de prisión.
En el año 1938, según los estudios del investigador Pedro Medina Sanabria, figuraba entre las 300 presas de la cárcel de Mujeres de Santa Cruz de Tenerife, siendo posteriormente trasladada a La Laguna, regresando en 1939 a la cárcel Provincial. En esa prisión compartirá celdas con mujeres como Isabel González, Clemencia Hardisson, Carmen Goya, o Peregrina Ventura.
Estando en prisión, la revista el Eco del Magisterio Canario del 7 de diciembre de 1939 recogía que su título de maestra le esperaba en la secretaría de la Escuela Normal del Magisterio Primario de La Laguna. De poco le valdría en ese momento, igual que a tantas otras personas. Aprovechó el tiempo en la cárcel para mantener al día sus dotes como formadora entre las mujeres que, por su ideas, también estaban encarceladas.
En julio de 1941 le llegaron noticias del proceso en Madrid a sus hermanos Guillermo y Amelia, que habían sido detenidos tras la caída de la ciudad por su papel en la defensa de la legalidad republicana y su estrecha vinculación con el Partido Comunista. En ese mismo mes el primero será fusilado y la segunda es condenada a 20 años de prisión por “auxilio a la rebelión".
Vivió su período de encarcelamiento en un estado de salud precario debido a una apendicitis crónica de la que nunca fue tratada. Esta enfermedad la obligó a vivir con dolores diarios en un entorno hostil donde las vejaciones eran habituales y se agravaban en muchos casos por su condición de mujer.Durante su encarcelamiento, siguió siendo fiel a su implicación social, política y humana con la causa comunista y con el pueblo. Daba clases a las demás reclusas; quienes en su gran mayoría eran analfabetas. Su compromiso con la enseñanza y sus ideales trascendió más allá del dolor y la situación para contribuir a seguir alfabetizando al mayor número de mujeres que pudo abarcar. Así, Blanca anteponía la enseñanza al miedo, y la revolución a la rendición.

#### Liberación
En 1943, tras un largo proceso de prisión y depuración política, emigró a Venezuela junto con su hermana mayor Amelia. La emigración forzada fue la opción obligada para muchas personas que habían sufrido una brutal persecución política y las duras condiciones sociales y económicas del franquismo se ven obligadas a huir para disfrutar de una vida mejor.
En Venezuela mantuvo su compromiso con la enseñanza hasta que finalmente, a mediados de los setenta, volvió a Canarias para continuar su labor social y política, así como su vocación por la enseñanza. De nuevo en el Archipiélago, continuó alzando la voz por los derechos de los obreros, de las mujeres y del pueblo en general. Sus valientes testimonios sirvieron como altavoz para honrar la resistencia y denunciar las atrocidades cometidas durante la dictadura, la cual dejó consigo numerosas víctimas, entre ellas sus primos y su hermano.
Falleció el 14 de noviembre de 1988. Está enterrada en el cementerio de Santa Lastenia de Santa Cruz de Tenerife.

## Premios y reconocimientos
- 2018 El colegio de Vallehermoso para a llevar su nombre.[7]
- 2020 Libro Blanca Ascanio. La maestra roja, por Miguel Ángel Morales Mora y María Soledad Naya Ascanio.[8]
- 2022 Exposición ‘Mujeres canarias’ del CEIP San Juan de Telde, rinde homenaje a referentes femeninos de Canarias.[9]
- 2022 Serie ‘La maestra roja’, de Sara Molina León, que mezcla la historia real de la isla con sus leyendas tradicionales.[10]